# Garrett Sim
Garrett Sim, né le 10 juillet 1990, à Portland, en Oregon, est un joueur américain de basket-ball. Il évolue au poste de meneur.

## Palmarès
- Champion de France de Pro B 2017 avec la JL Bourg.